# Zelotes minous
Zelotes minous är en spindelart som beskrevs av Maria Chatzaki 2003. Zelotes minous ingår i släktet Zelotes och familjen plattbuksspindlar. Inga underarter finns listade i Catalogue of Life.